# Feliciano Ama
José Feliciano Ama (Izalco, 1881 – 28 gennaio 1932) è stato un leader contadino salvadoregno di etnia pipil che partecipò all'insurrezione contadina del gennaio 1932 e fu ucciso dall'esercito nel corso della successiva repressione.

## Le origini
Feliciano Ama nacque nel 1881 a Izalco (dipartimento di Sonsonate) nel Salvador occidentale.
Dopo la soppressione delle terre comuni di villaggio decretata dal governo del Salvador nel 1881-1882, la famiglia di Ama ottenne inizialmente una certa quantità di terreno in proprietà privata, come molte altre famiglie contadine. In seguito, tuttavia, la terra coltivata dalla sua famiglia fu espropriata con la violenza dai Regalado, una potente famiglia di coltivatori di caffè. Ama divenne così bracciante a giornata.
Sposò Josefa Shupan, figlia di Patricio Shupan, mayordomo della confraternita cattolica del Corpus Christi. Questa confraternita, oltre a svolgere attività religiose, serviva da organo rappresentativo della popolazione indigena locale per la presentazione di reclami al governo.

## L'attività politica e l'insurrezione del 1932
Dopo la morte del suocero nel 1917, Ama divenne a sua volta mayordomo della confraternita.
All'inizio degli anni '30 quando il neonato Partito Comunista Salvadoregno sposò la causa dei contadini espropriati illegalmente dai latifondisti, Ama si avvicinò a questa formazione e nel gennaio 1932 collaborò alla sua campagna per le elezioni municipali a Izalco.
Il mancato riconoscimento dell'esito del voto da parte del governo del generale Maximiliano Hernández Martínez determinò lo scoppio di un'insurrezione nel Salvador occidentale.
Il 22 gennaio 1932 Ama guidò la sollevazione contadina a Izalco. Alla testa di alcune centinaia di contadini, prese il controllo del villaggio. 
Sei giorni dopo, l'esercito riprese il controllo di Izalco, dando inizio a una dura repressione che provocò centinaia di morti. 

## La morte
I proprietari terrieri di Izalco accusarono Ama e i suoi seguaci dell'omicidio del sindaco di Sonsonate, il capoluogo del dipartimento, che in realtà era stato compiuto da altri insorti provenienti da Juayúa.
Ama fu così costretto a rifugiarsi sulle colline di Izalco, ma fu catturato dai militari della guarnigione di Izalco, che lo impiccarono il 28 gennaio.